# Kilvelur
Kilvelur is een panchayatdorp in het district Nagapattinam van de Indiase staat Tamil Nadu. 

## Demografie
Volgens de Indiase volkstelling van 2001 wonen er 7.404 mensen in Kilvelur, waarvan 50% mannelijk en 50% vrouwelijk is. De plaats heeft een alfabetiseringsgraad van 73%. 